# Лопатинский сад
Лопатинский сад — парк в центре Смоленска, одна из городских достопримечательностей.

## История создания
В 1874 году на месте бывшей Королевской крепости по приказу губернатора Александра Григорьевича Лопатина был создан сад, впоследствии названный его именем. Первоначально сад ограничивался валами Королевской крепости и планировался в ландшафтном стиле, чему во многом содействовали живописность прилегающей местности, а также изобилие памятников смоленской истории. Это фрагменты южной части Смоленской стены, валы и входы в подземелья Королевского бастиона, памятник защитникам Смоленска 4 — 5 августа 1812 года, открытый в ноябре 1841 года, по проекту Антония Адамини. Там же находились Главная гауптвахта и тюрьма для политических преступников. Есть предположение, что в ней содержались весьма знатные лица: польские конфедераты, мазепинские полковники Кочубей и Искра, грузинский царевич Александр Багратович и даже бывший император Иоанн Антонович, увезённый из Раненбурга. Слухи, недоговоренности, домыслы и послужили основой ходившей в Смоленске легенды о пребывании в подземельях Королевской крепости таинственной «Железной маски».
К моменту создания сада тюрьмы уже не было. На месте мрачных тюремных строений разместились ресторан, летний театр, на валах крепости появились беседки и цветочные клумбы. Через пруд был переброшен деревянный двухарочный мостик, а другой — каменный, соединяющий древние валы, — сохранился и поныне, он известен смолянам как «Мостик вздохов». На берегу пруда и около лестниц, ведущих на валы, установили статуи античных богов. Вскоре Лопатинский сад стал местной достопримечательностью и был признан одним из лучших парков в России.

## Николай II и Королевский бастион

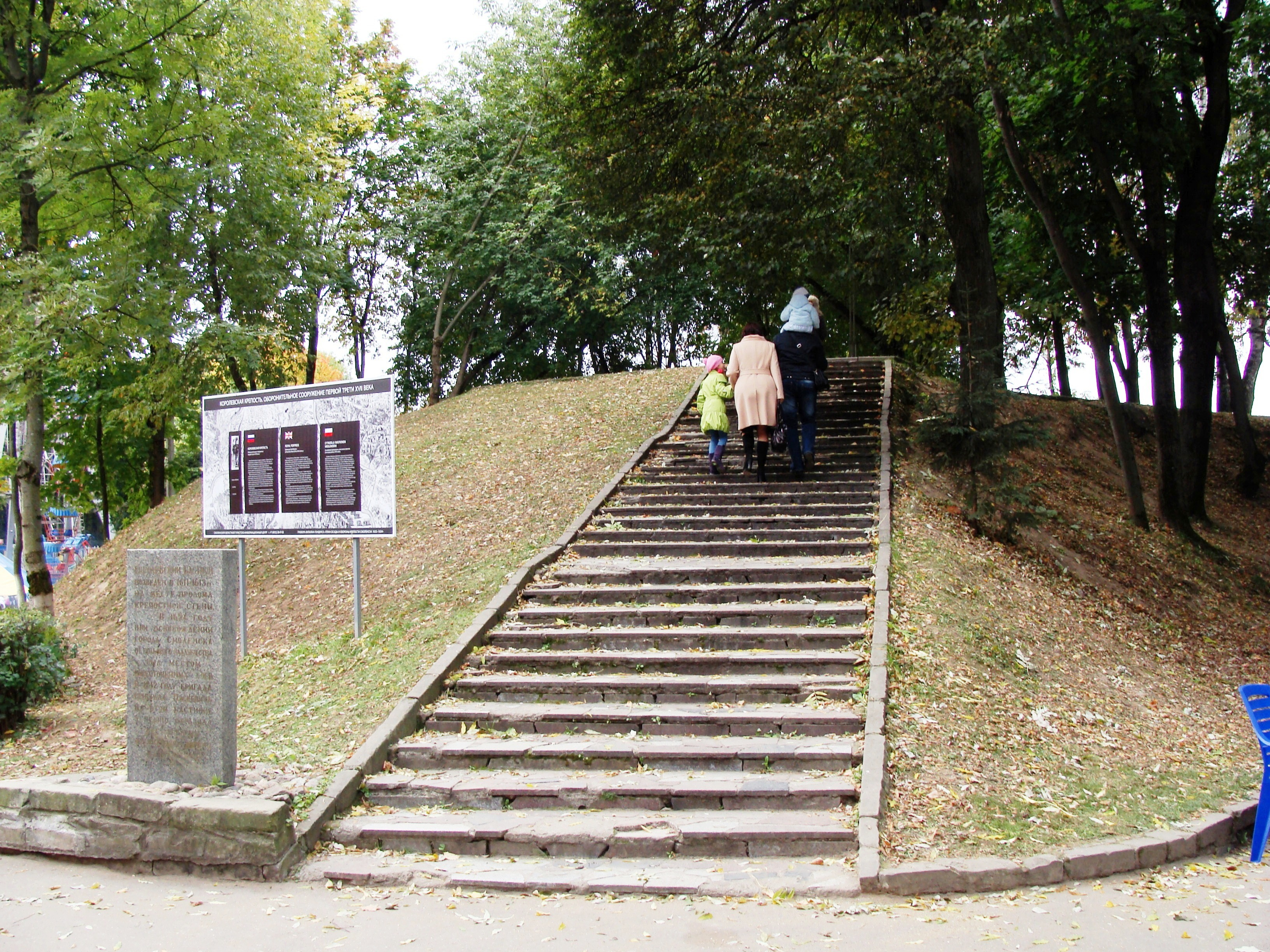
Королевский бастион

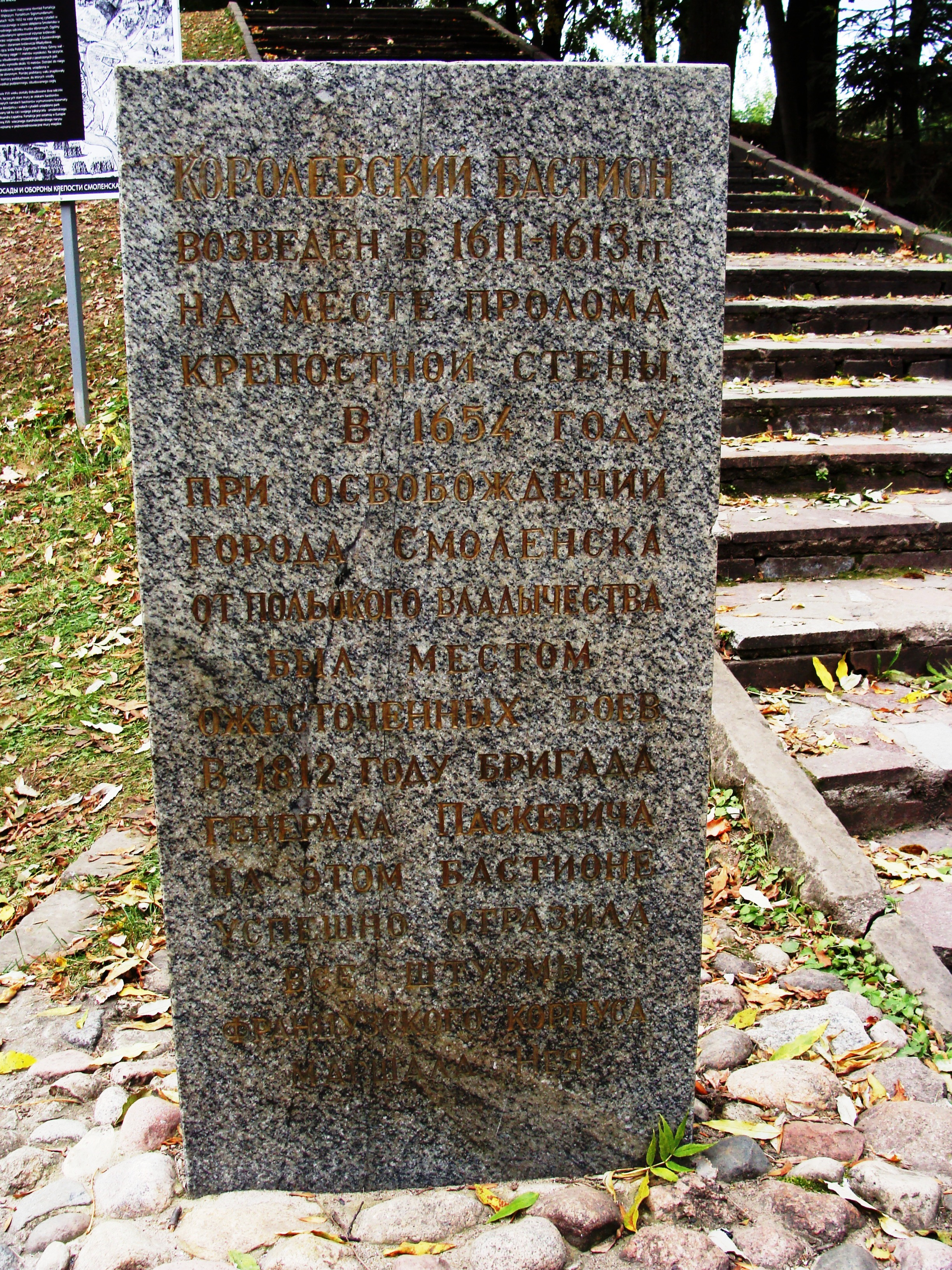
Королевский бастион

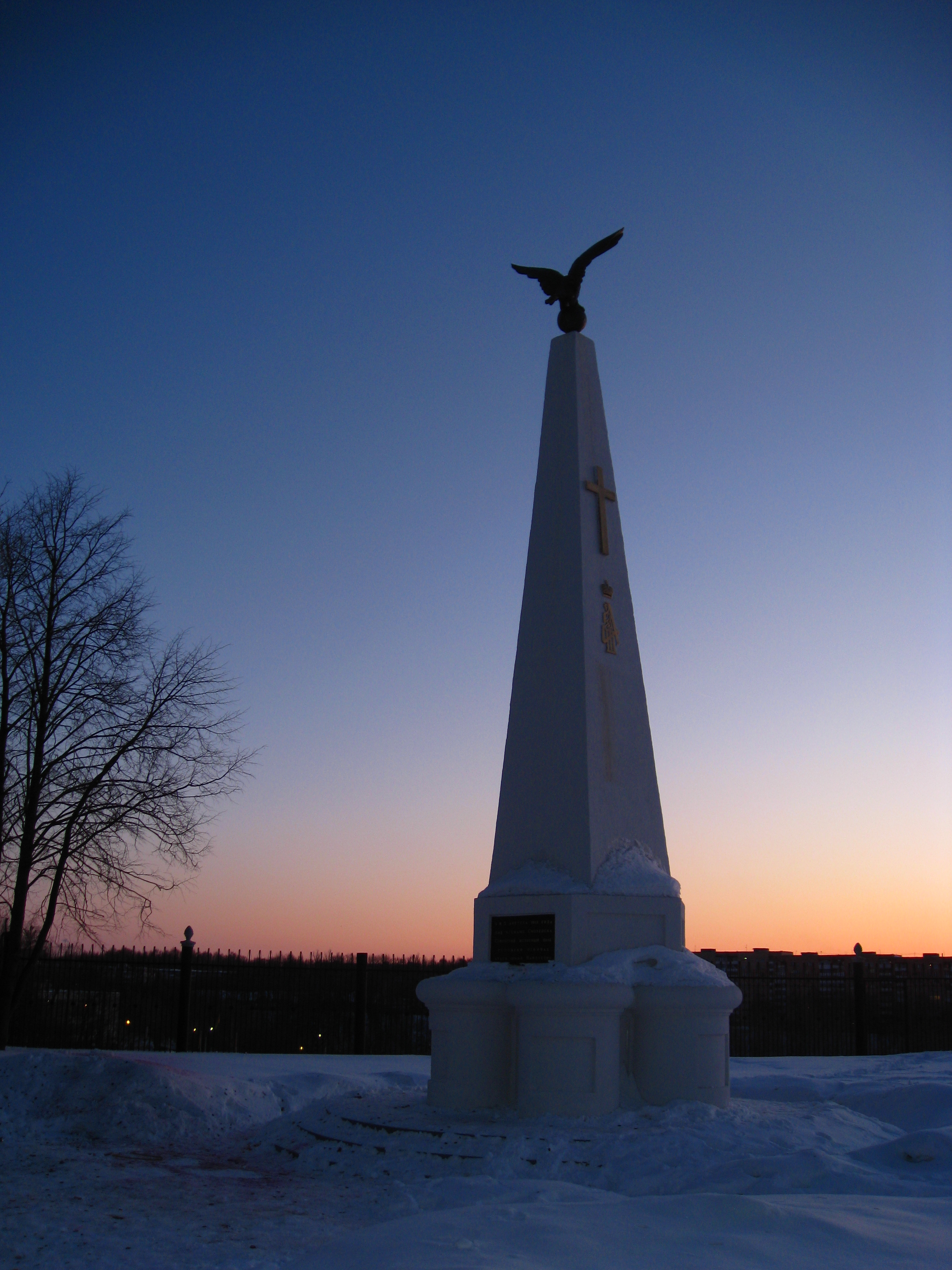
Памятник Софийскому полку в Смоленске

31 августа 1912 года надолго запомнилось горожанам: в Смоленск пожаловал сам император Николай II. Визит венценосной особы состоялся в рамках мероприятий, посвящённых столетию победы над Наполеоном. В программу визита входило и посещение Лопатинского сада. Император лично поднялся на Королевский бастион и осмотрел другие достопримечательности. Его приезд сопровождался невиданными для того времени торжествами, а Смоленск в праздничном убранстве был запечатлён на серии почтовых открыток. К празднику городские власти приурочили открытие памятника Софийскому полку на вершине Королевского бастиона. В качестве автора памятника выступил смолянин, рядовой Софийского полка Б. Н. Цапенко. Другой памятник был установлен на могиле погибшего в Смоленском сражении 5 августа 1812 года генерал-майора Скалона.
Лопатинский сад это романтичное место, где горожане с удовольствием проводят время.
В 1874 году на месте бывшей Королевской крепости по приказу губернатора Александра Григорьевича Лопатина был создан сад, впоследствии названный его именем. Первоначально сад ограничивался валами Королевской крепости и планировался в ландшафтном стиле, чему во многом содействовали живописность прилегающей местности, а также изобилие памятников смоленской истории. Это фрагменты южной части Смоленской стены, валы и входы в подземелья Королевского бастиона, памятник защитникам Смоленска 4 — 5 августа 1812 года, открытый в ноябре 1841 года, по проекту Антония Адамини. Так же в 1912 году здесь открыли памятник Софийскому полку на вершине Королевского бастиона и памятник на могиле погибшего в Смоленском сражении 5 августа 1812 года генерал-майора Скалона.
После революции Лопатинский сад был переименован в парк имени Соболева, а у подножия памятника защитникам Смоленска появились захоронения видных участников революции и Гражданской войны — могилы В. З. Соболева, В. И. Смирнова, Е. И. Гарабурды а также краснознамёнца Б. А. Корфельда и курсантов пехотных командных курсов, участвовавших в подавлении Кронштадтского восстания. Плац-парадную площадь ликвидировали, а на её месте построили стадион.
Сегодня парку вернули прежнее название, а его территория значительно расширилась. Множество аттракционов, летних кафе, танцевальных площадок сочетаются с историческими объектами, которые поддерживаются силами Администрации города и Лопатинского сада.
После окончания Великой Отечественной войны там же был похоронен погибший в 1942 году партизан Г. И. Пайтеров.

Впрочем, история Лопатинского сада и до революции не была безоблачной. Видный смоленский краевед Иван Иванович Орловский в своей книге «Смоленская стена. 1602—1902» так охарактеризовал состояние парка в начале XX века: 

«Теперь этот сад снова заброшен, и вместо эстетического и исторического элемента в нём является преобладающим элемент питейно-увеселительный».

Однако в 1902 году единственным питейным заведением в парке был ресторан.

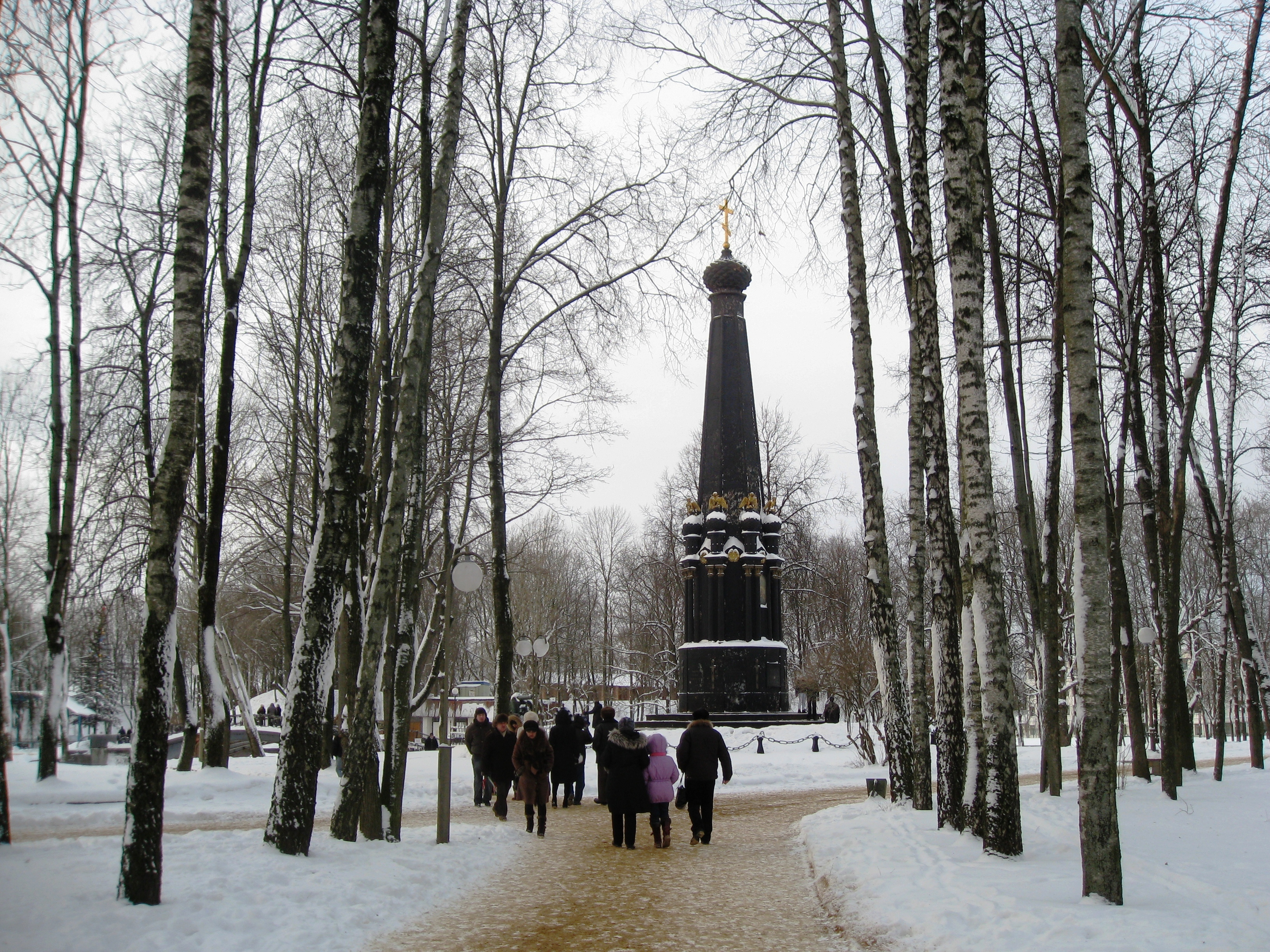
Памятник защитникам Смоленска 1812 года
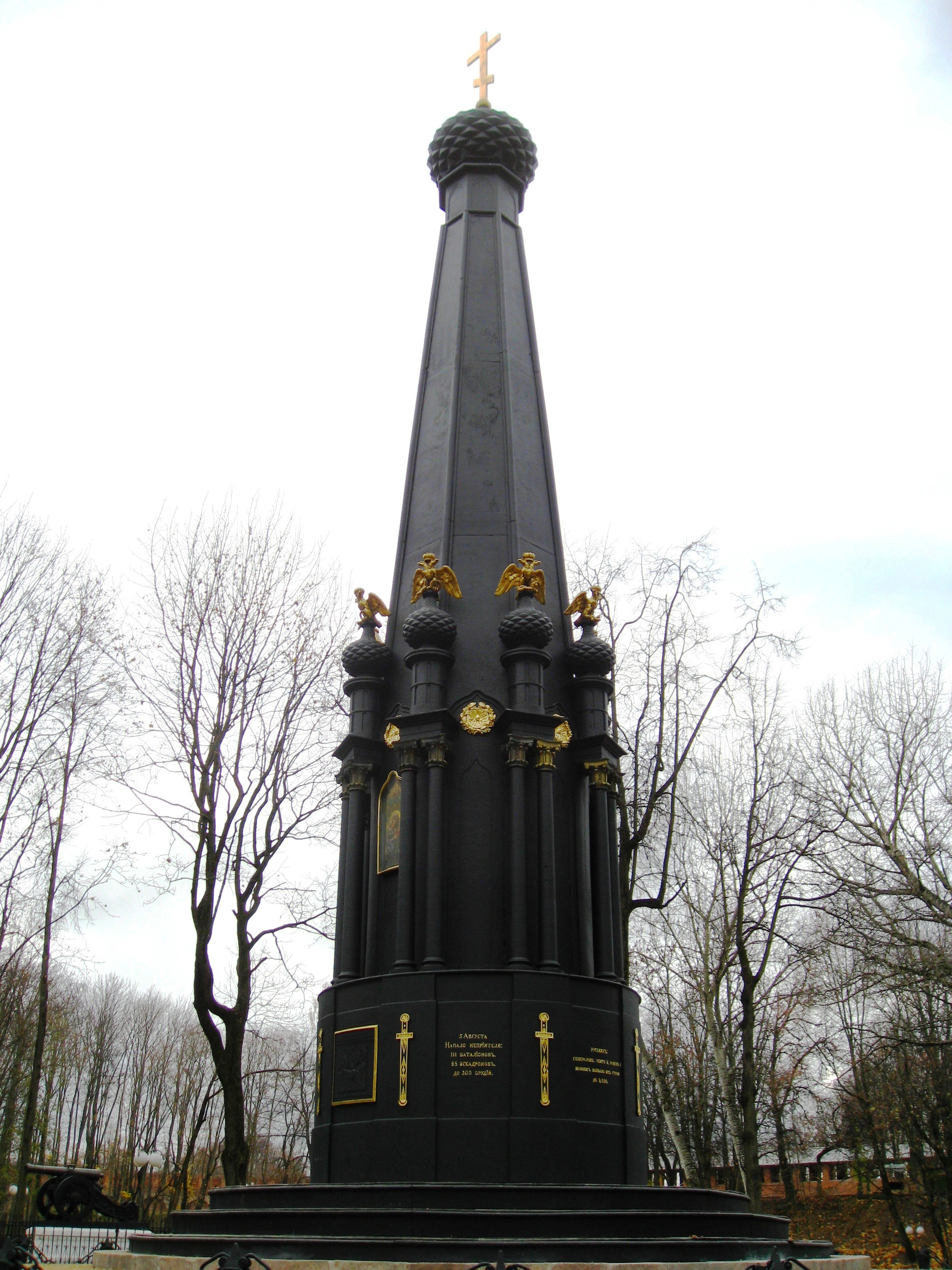
Памятник защитникам Смоленска 1812 года
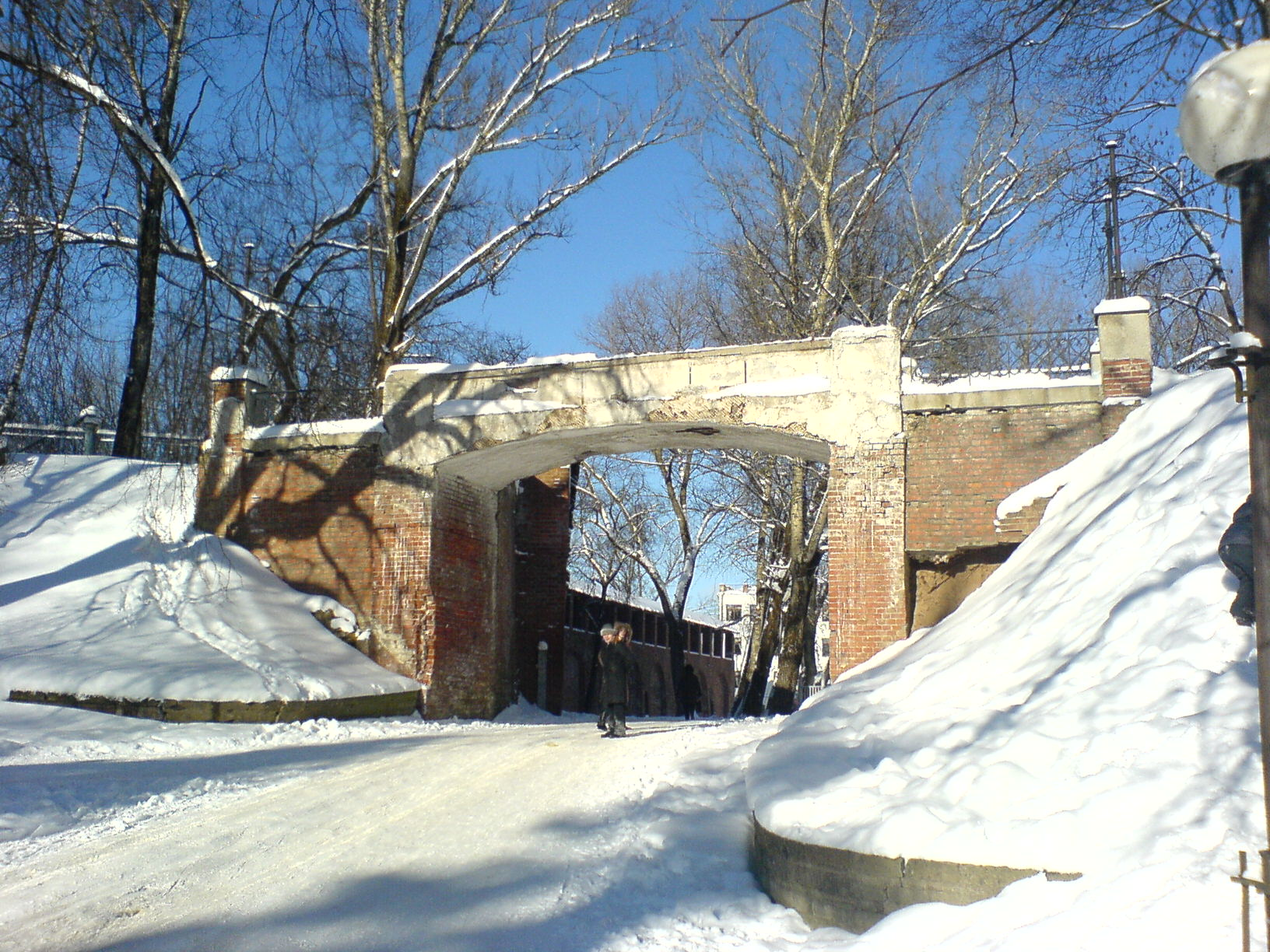
Мостик Вздохов в Лопатинском саду
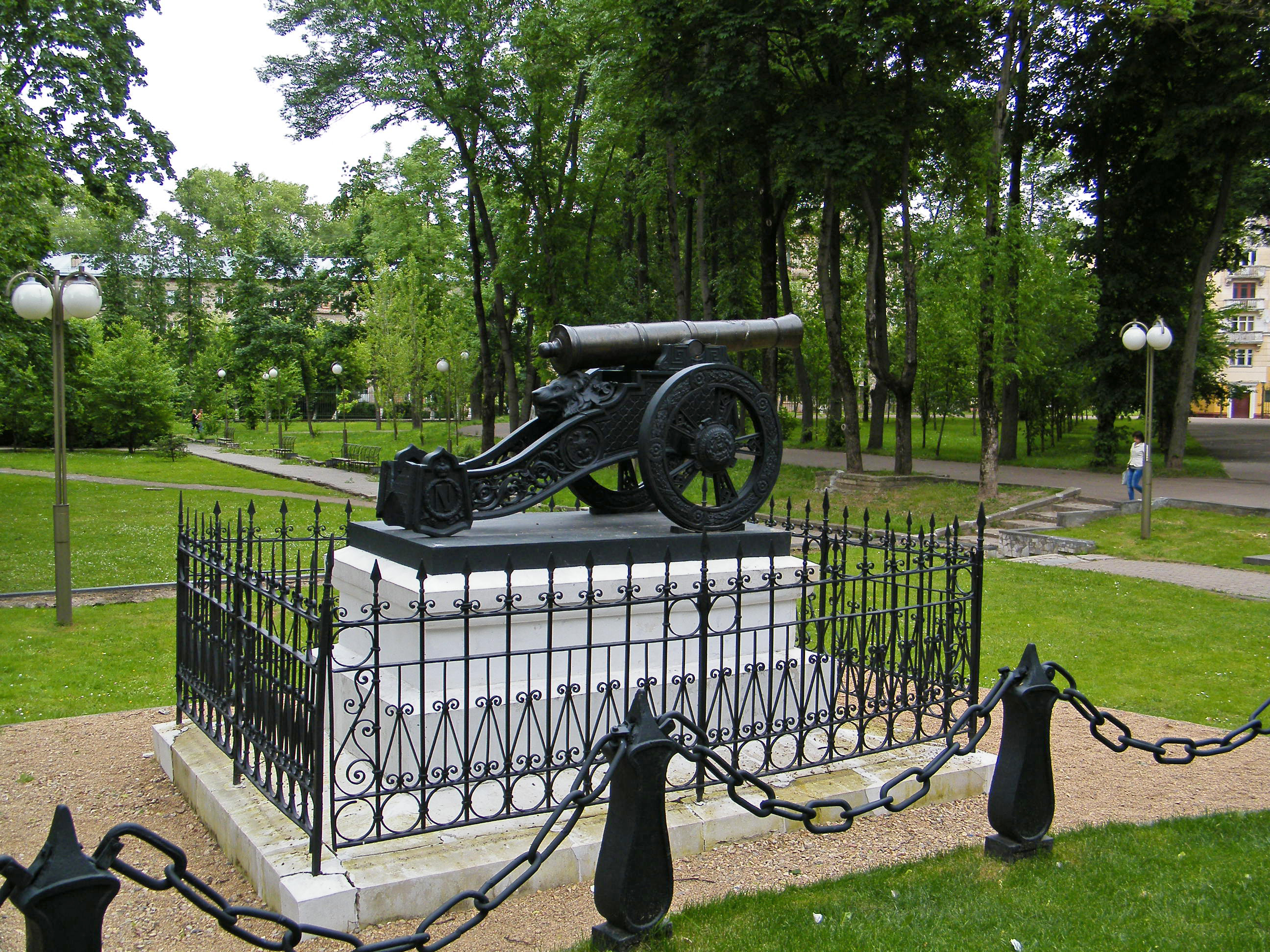
Смоленск. Пушка в Лопатинском саду

## Парк в наши дни

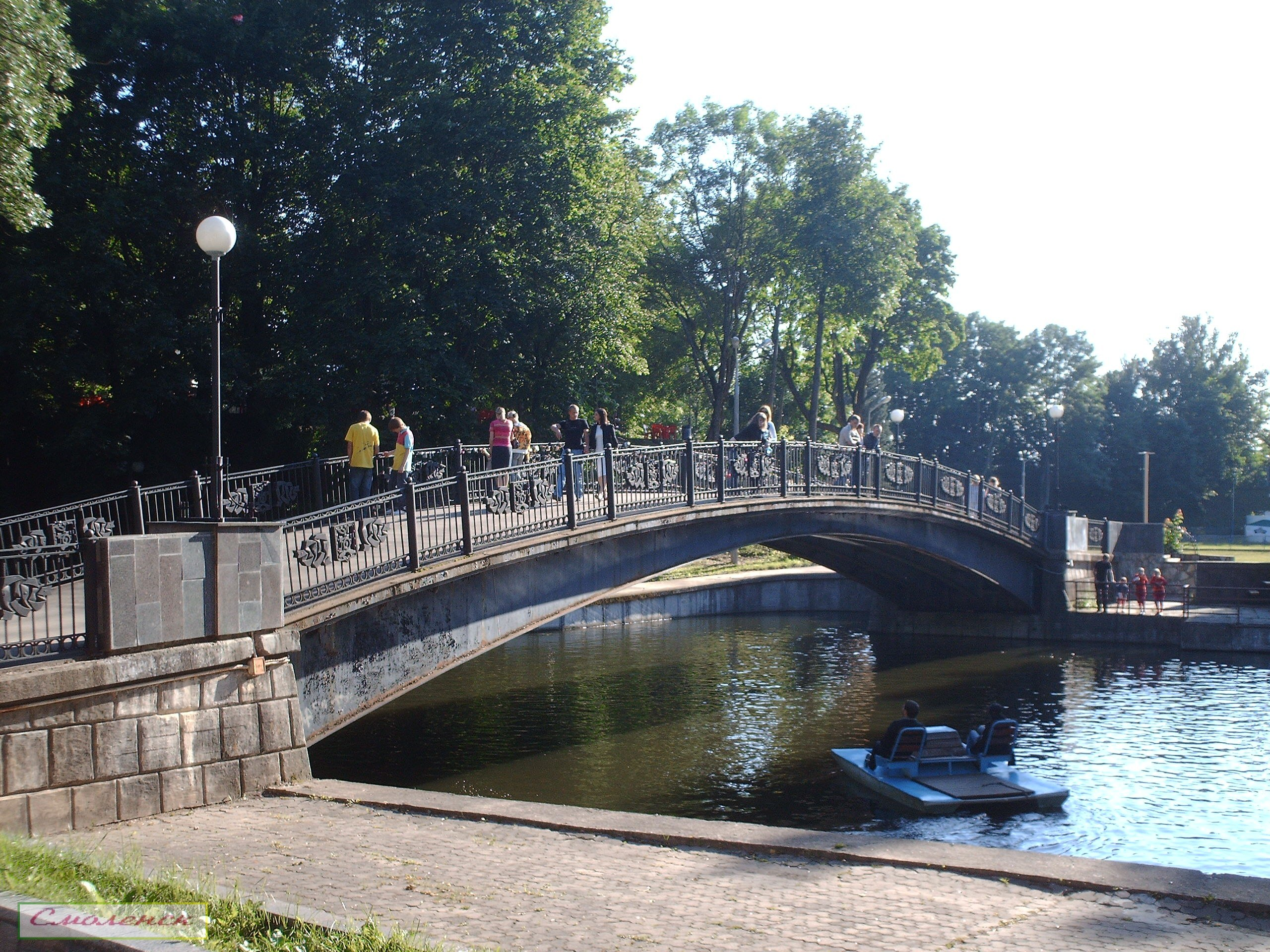
Мостик в Лопатинском саду

Сегодня парку вернули прежнее название, а его территория значительно расширилась. Но парк, который изначально планировался как ландшафтный, приобрёл облик коммерческого предприятия. Множество аттракционов, летних кафе, танцевальных площадок полностью изменило его культурно-историческую основу, и каждый год теряются частицы богатейшего культурного наследия Смоленщины. Лопатинский сад не исключение.
В 1979 году институт «Смоленскгражданпроект» разработал проект комплексного благоустройства этой территории, который был реализован в 1980-х годах.
2 октября 2015 года у центрального входа в парк был открыт памятник смоленскому губернатору (архитектор — Пётр Фишман). Бронзовая скульптура изображает А. Лопатина в полный рост, высота памятника — 3 метра, весом около тонны. Высота мраморной колонны, на которую опирается губернатор — 175 см.
8 июля 2019 года во время раскопок на Королевском бастионе археологии нашли останки (одноногий скелет), которые принадлежат одному из ближайших соратников Наполеона генералу Гюдену. В июне 2021 года в Музее войны 1812 года состоялась церемония передачи останков соратника Наполеона консульству Франции для захоронения их в Париже.

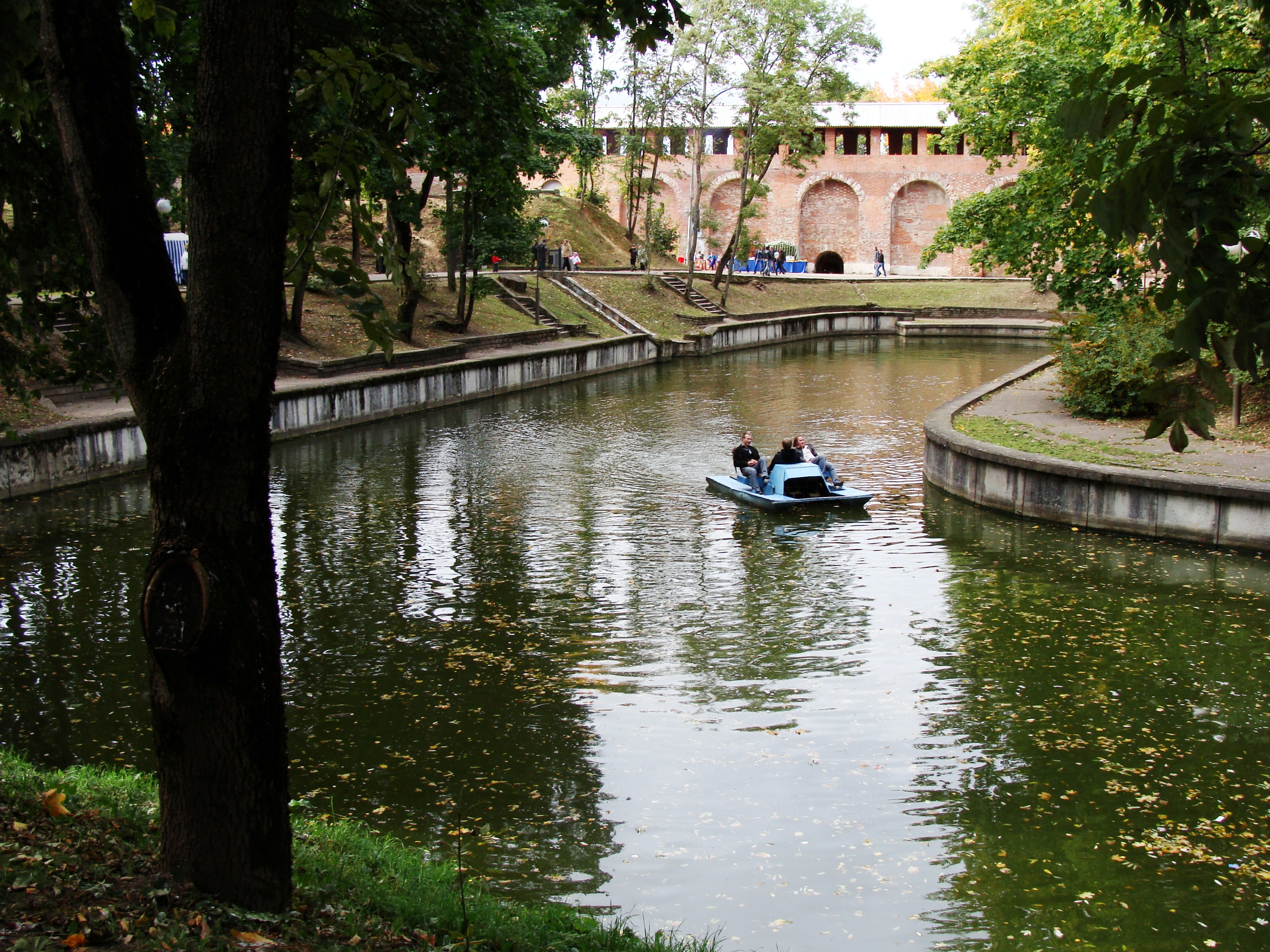
Пруд в Лопатинском саду
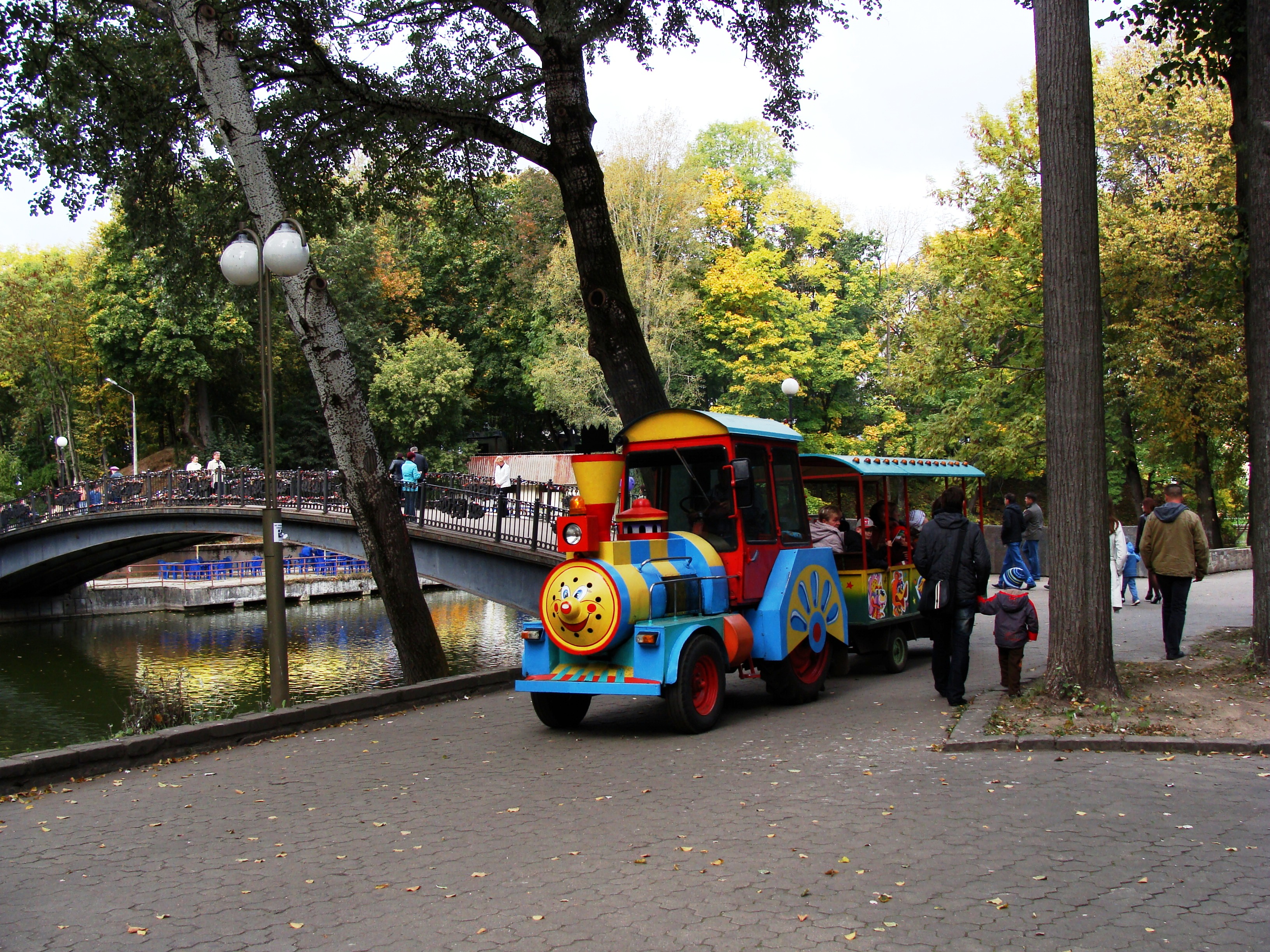
Детский паровозик
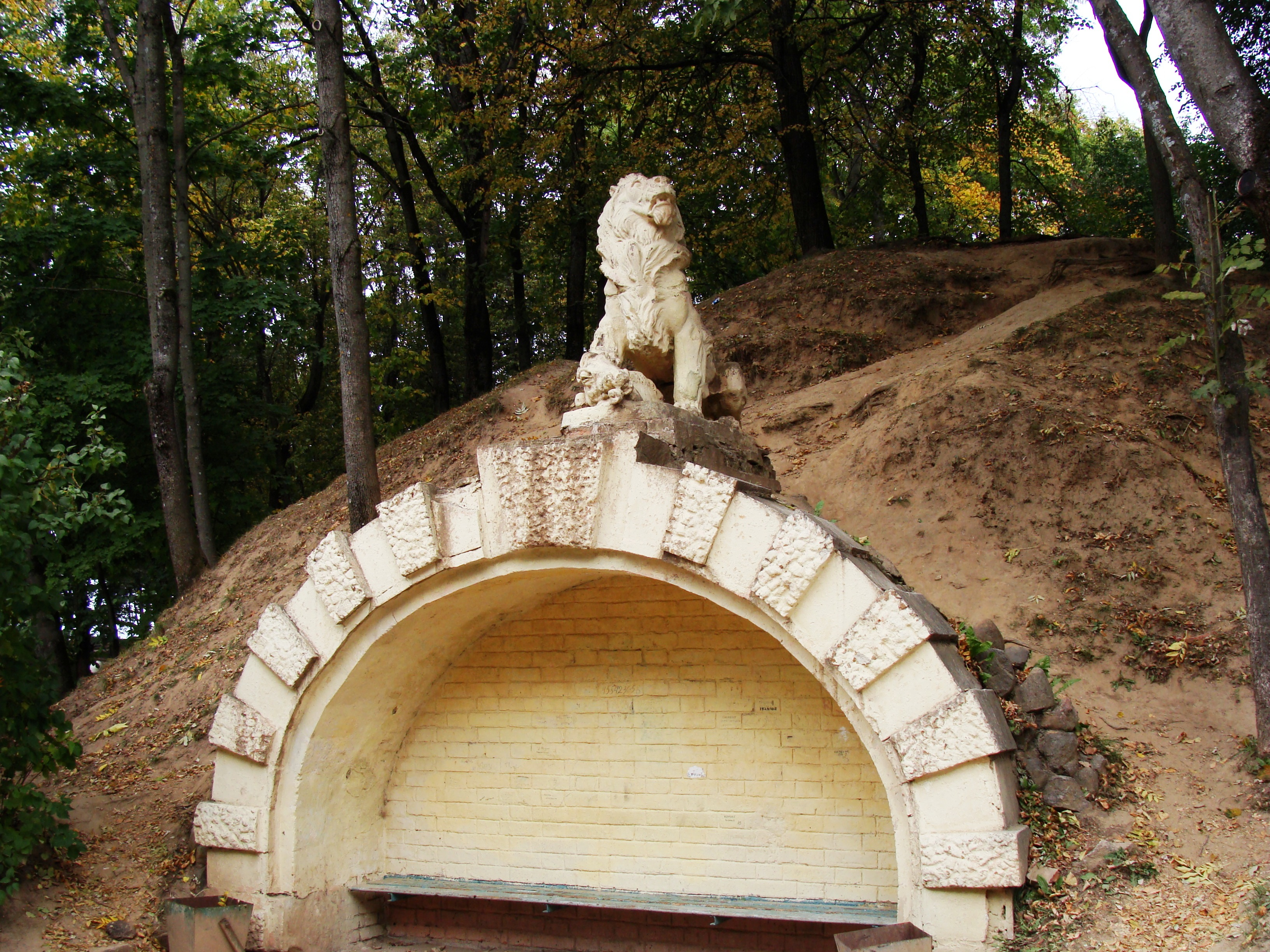
Парковая скульптура льва
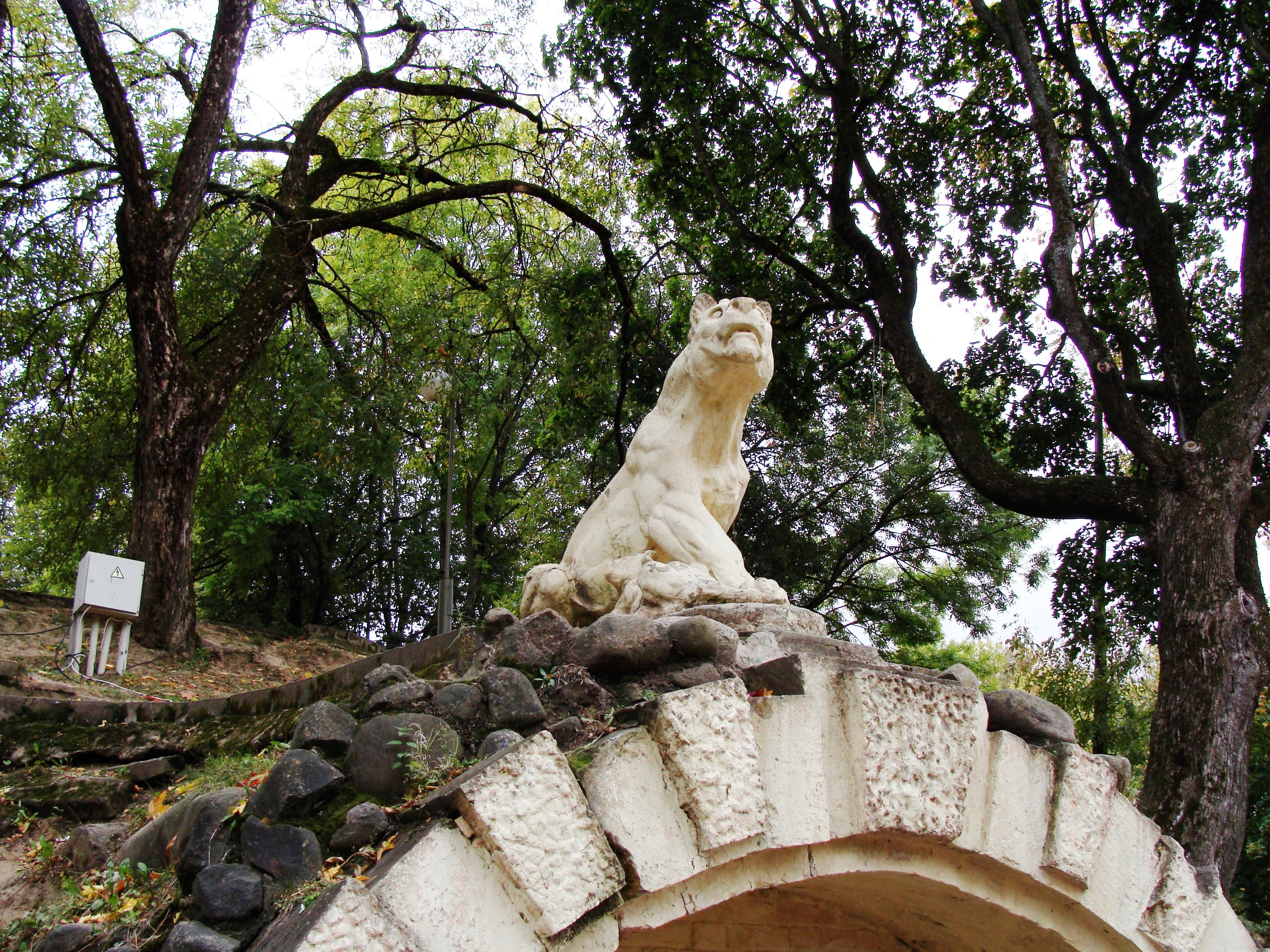
Парковая скульптура львицы
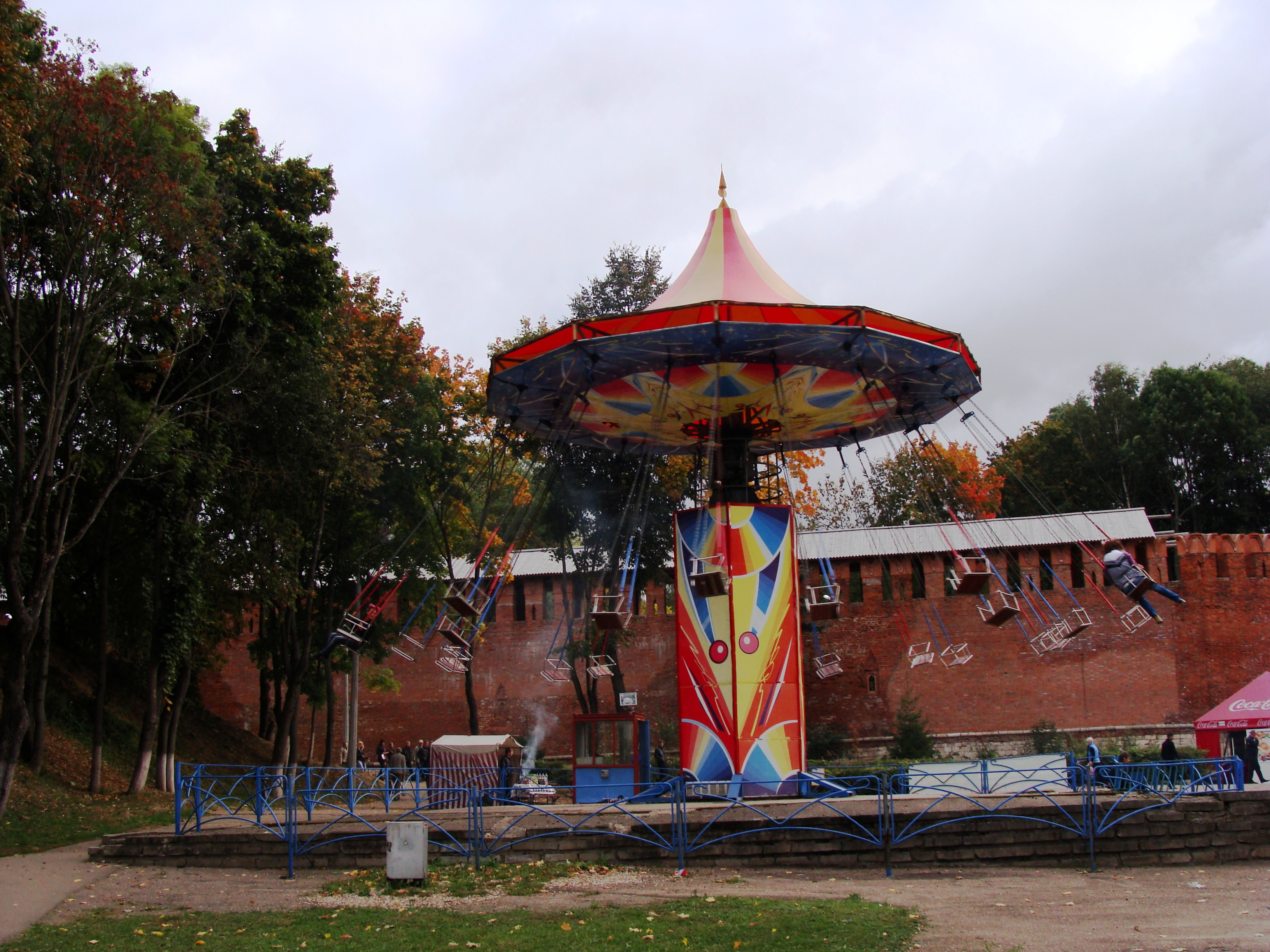
Карусель
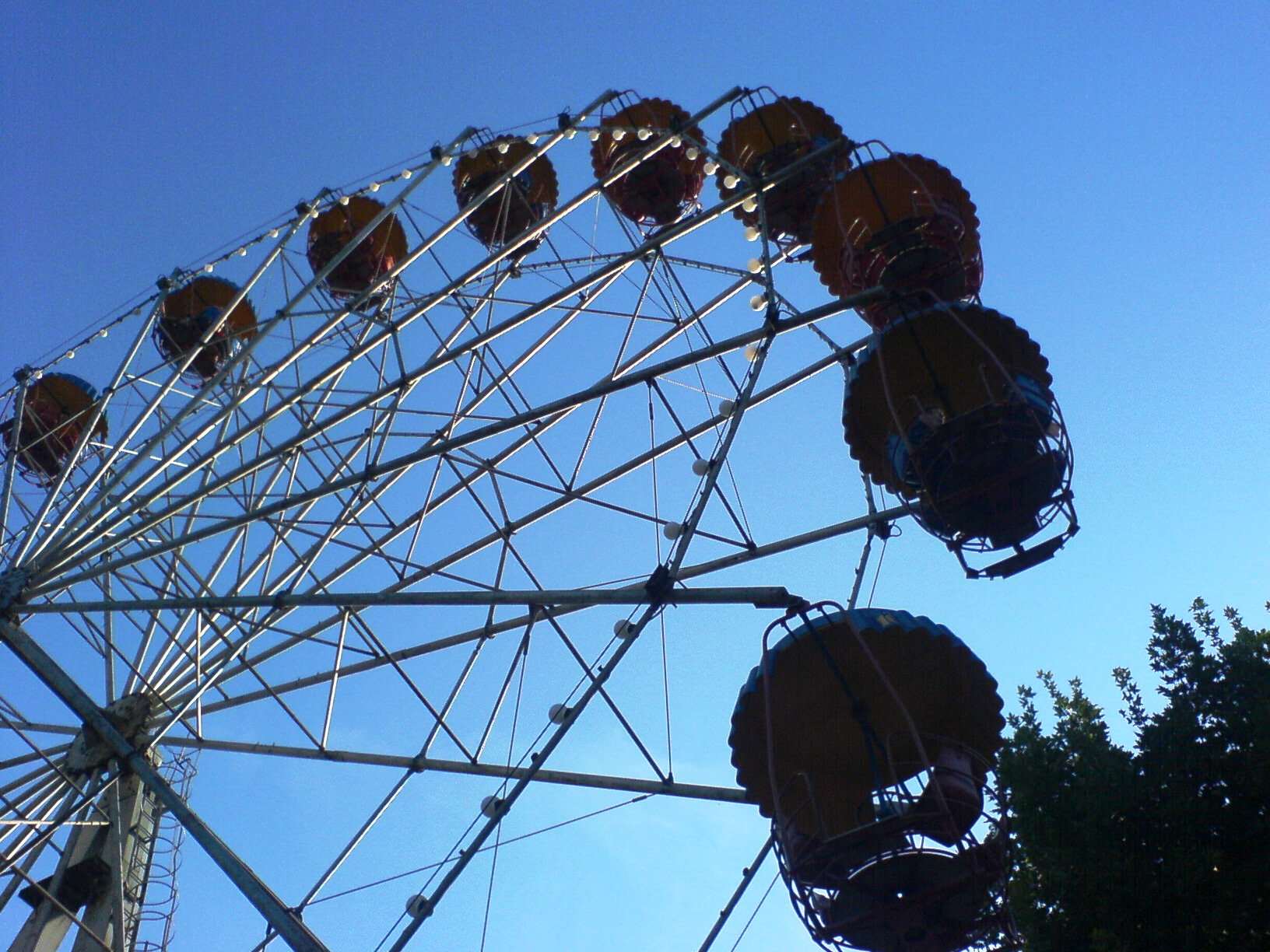
Колесо обозрения
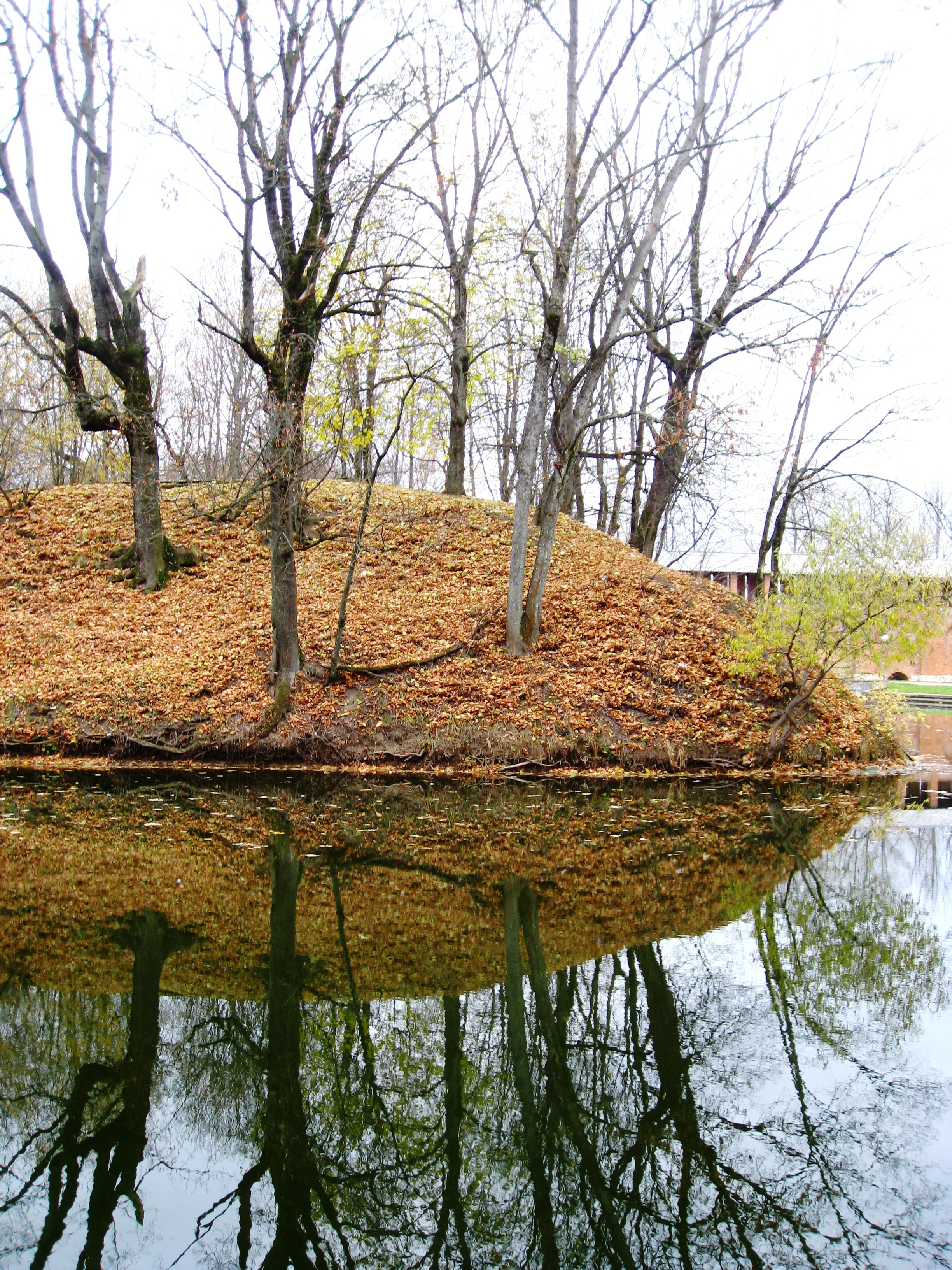
Осень в Лопатинском саду
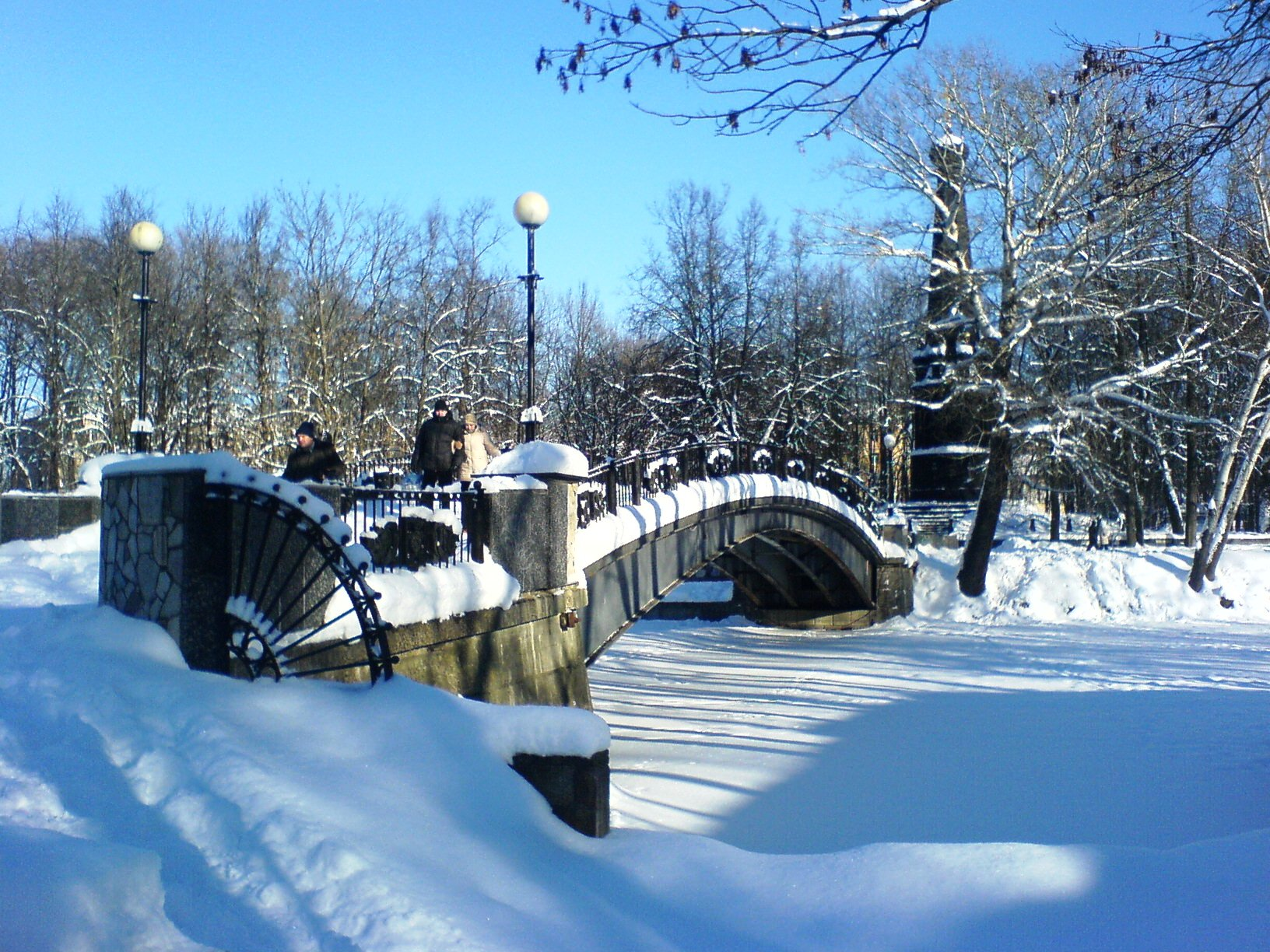
Зима в Лопатинском саду
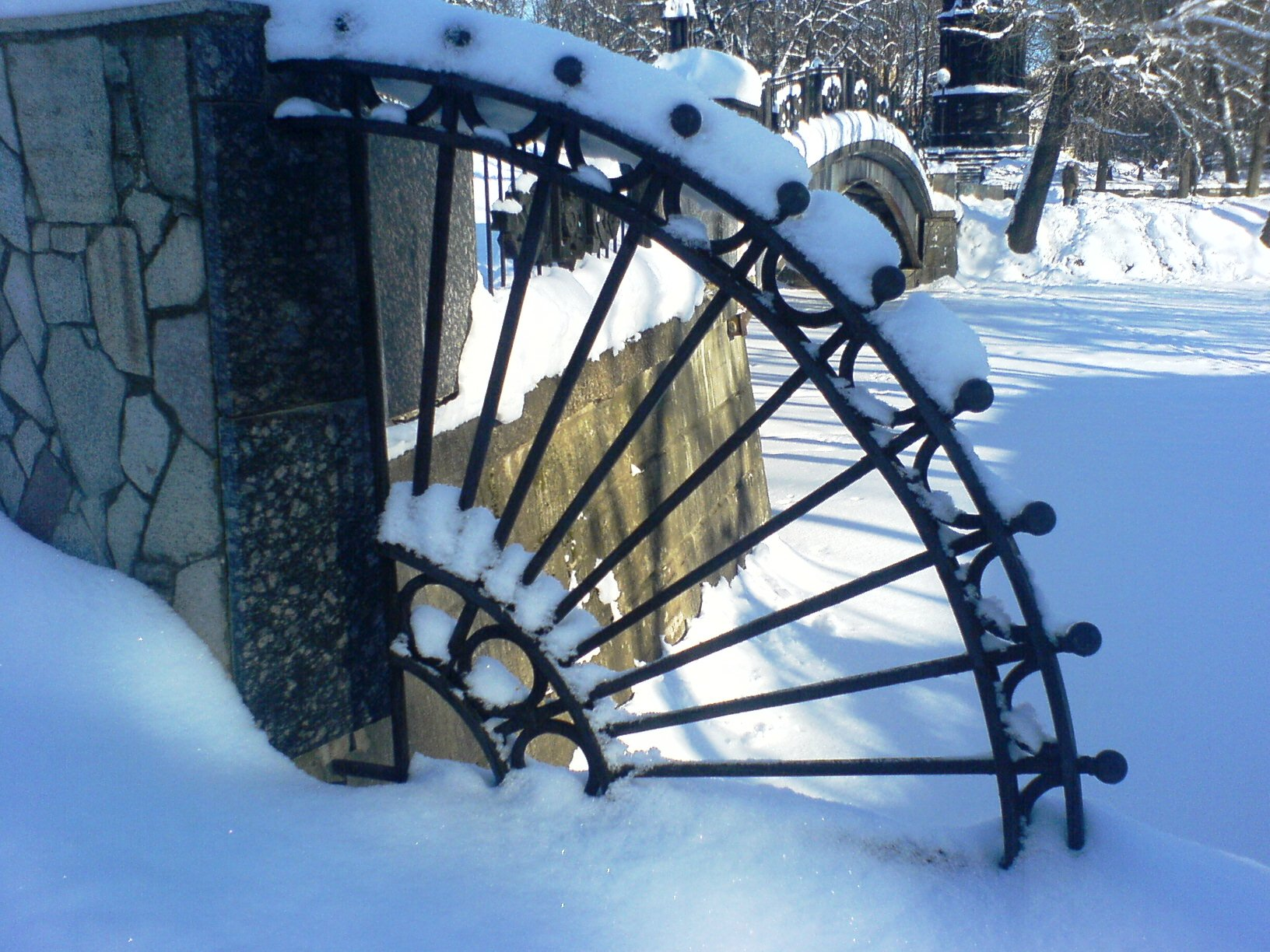
Узорная решетка мостика